# Phil Hanro

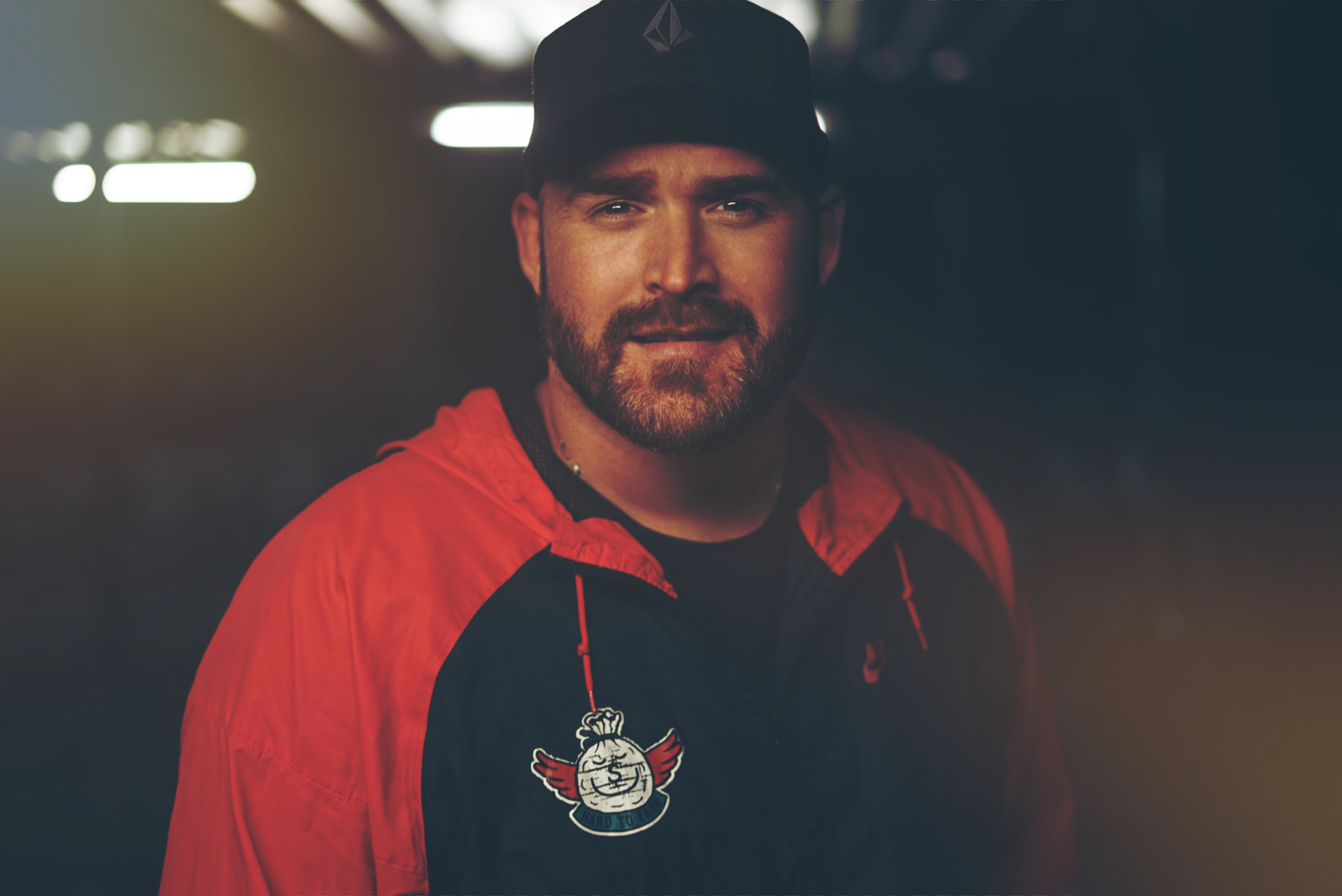
Phil Hanro (2022)

Phil Hanro (* 12. Dezember 1982 in Ahaus) ist ein deutscher Musikproduzent.

## Leben
Phil Hanro wurde 1982 in Ahaus (Westfalen) geboren und verbrachte die ersten vier Lebensjahre dort. 1986 zog er mit seinen Eltern und seinen beiden Brüdern nach Plön in Schleswig-Holstein. Seit 1995 lebt er in Münster (Westfalen), wo er die Friedensschule Münster und von 2003 bis 2007 die FH Münster besuchte. Heute wohnt Hanro in Münster-Wolbeck.

## Erfolge
Im Jahr 2020 veröffentlichte er seine Debüt-Single „You Are“, die es in den US Radio Dance Charts bis auf Platz 8 schaffte. Im Jahr 2021 veröffentlichte er den Song „Home“, der Platz 3 der Deutschen iTunes Single-Charts erreichte, sowie Platz 69 der Media Control Top 100 Single-Charts.

## Diskografie

### Alben
- 2020: 1982
- 2023: House Vol. 1

### Singles
- 2020: You Are
- 2021: Home
- 2022: Lie To Me
- 2023: Complicated (feat. Guido Groh)
- 2023: All About You

## Trivia
Der Song „You Are“ kam nach eigener Aussage aus Langeweile aufgrund der COVID-19-Pandemie 2020 zustande, woraufhin Hanro ihn an einen Radiopromoter in den USA schickte. Daraufhin landete er in den USA in den Radio Dance Charts.